# Ambassade van Suriname in Indonesië
De ambassade van Suriname in Indonesië staat in het district Kebayoran Baru in Jakarta.
De ambassade werd in 2002 geopend en kende Sahidi Rasam (PL) als eerste ambassadeur.

## Ambassadeurs
| Ambassadeur          | start | vertrek   | opmerking                      |
| -------------------- | ----- | --------- | ------------------------------ |
| Sahidi Rasam         | 2002  | 2005/2006 |                                |
| Angelic del Castilho | 2007  | 2011      |                                |
| Amina Pardi          | 2011  | 2014      | Echtgenote van Paul Somohardjo |
| Benz Abas            | 2018  | 2020      | overleden tijdens ambtstermijn |
| Erick Moertabat      | 2022  |           |                                |